# サクラサク (映画)
『サクラサク』は、2014年4月5日公開の日本映画。さだまさしの小説集『解夏』に収められた同名小説を映像化したものである。

## キャスト
- 大崎俊介：緒形直人
- 大崎昭子：南果歩
- 大崎大介：矢野聖人
- 大崎咲子：美山加恋
- 大崎俊太郎：藤竜也
- 大森：NAOTO
- 宇多美康平：津田寛治
- 山田：嶋田久作
- 老女：佐々木すみ江
- 中川：大杉漣
- 蟹江一平
- 宮下ともみ
- 重松収
- 渡辺寛二
- 星野光代
- 岸田瑛音
- 北島美香

## スタッフ
- 監督：田中光敏
- 脚本：小松江里子
- 原作：さだまさし
- 音楽：大谷幸
- 主題歌：さだまさし「残春」
- 撮影：浜田毅
- 美術：若松孝市
- 装飾：山岸正一
- 美術デザイナー：小林久之
- 音楽プロデューサー：津島玄一
- 録音：高野泰雄
- 整音：室蘭剛
- 照明：高屋齋
- 編集：普嶋信一
- キャスティングプロデューサー：福岡康裕
- アソシエイト・プロデューサー：わにぶちたつこ
- アシスタントプロデューサー：林周治
- 製作担当：片平大輔
- 助監督：井上隆
- スクリプター：竹田宏子
- 音響効果：小島彩
- 技斗：二家本辰巳、江藤大我
- 題字：紫舟
- 宣伝統括：相原晃
- 宣伝プロデューサー：桝林宏明
- 配給統括：村松秀信
- ロケ協力：美浜町商工観光課、美浜町観光協会、勝山市フィルムコミッション、福井フィルムコミッション、福井県観光営業部ブランド営業課、あわら市経済産業部観光商工課、一般社団法人朝倉氏遺跡保存協会、下諏訪町、下諏訪観光協会　ほか
- 宣伝協賛：福井放送、福井テレビ、福井ケーブルテレビ、NPO法人ハート・リング運動
- 製作統括：木次谷良助
- 製作者：近藤哲、吉田真士、木子光博、薮内知利、坂本健、徳永眞一郎、舘野晴彦、品川泰一
- プロデューサー：大原詔久、大谷亮介
- 特別協賛：東和薬品
- 特別協力：株式会社まさし、早野秀之
- 製作：映画「サクラサク」製作委員会（クリエイターズユニオン、福井新聞社、美浜町、ぴあ、ローソンHMVエンタテイメント、電通、幻冬舎、ユーキャン）
- 制作プロダクション：クリエイターズユニオン、東映東京撮影所
- 配給：東映